# 2022년 휴가나다 지진
2022년 휴가나다 지진(일본어: 2022年日向灘地震)은 2022년 1월 22일 현지시각 기준 오전 1시 8분경 일본 휴가나다 해역에서 발생한 일본 기상청 규모 M6.6, 일본 기상청 진도 계급 기준 최대진도 5강을 관측한 지진이다. 대한민국에서도 부산, 울산, 경상남도 등 남부권 곳곳에서 지진을 느꼈다. 진원 깊이는 45 km이고 일본 오이타현과 미야자키현에서 최대진도 5강을 관측했다. 지진으로 쓰나미는 발생하지 않았다.
본진 이후 휴가나다에서는 여진으로 추정되는 지진이 잇다라 발생해 지진 발생 당일인 22일 하루에만 진도1 이상의 유감지진이 총 31차례 발생했다.

## 지진
지진의 발진기구해는 서북서-동남동 방향을 주향으로 하는 정단층형 지진이다. 필리핀해판 내부에서 발생한 지진이며 판 경계보다 깊은 곳에 있는 판 내부의 단층에서 발생했다고 추정된다.
난카이 해곡의 일부인 휴가나다에서는 휴가나다 지진이라고 하여 반복적으로 지진이 발생했지만 이 지역에서 규모 M6.5 이상의 지진이 발생한 건 1996년 12월 3일 규모 M6.7, 최대진도 5약의 지진 이후 약 25년만의 일이다.
이 지진은 향후 발생할 것으로 예상되는 난카이 해곡 거대지진의 예상 진원 범위 안에서 발생한 지진이지만 전문가들의 검토회의 개최와 일본 기상청의 임시정보 발표 기준인 규모 M6.8 이하의 지진이라 일본 기상청에서 임시정보를 발표하지 않았다.

## 진도
일본 기상청 진도 계급 기준 진도5약 이상을 관측한 지역은 아래와 같다.
| 진도 | 도도부현   | 시구정촌                     |
| ---- | ---------- | ---------------------------- |
| 5강  | 오이타현   | 오이타시 사이키시 다케타시   |
| 5강  | 미야자키현 | 노베오카시 다카치호정        |
| 5약  | 고치현     | 스쿠모시                     |
| 5약  | 구마모토현 | 우부야마촌 다카모리정 아소시 |
| 5약  | 오이타현   | 우스키시 유후시              |
| 5약  | 미야자키현 | 시바촌 미사토정              |

일본 주부 지방에서 규슈 지방 사이에 걸쳐 진도1 이상의 흔들림을 관측했다. 일본 기상청이 발표한 추계진도분포도에 따르면 규슈 일부 지역에서는 최대 진도6약의 흔들림이 있었다고 추정된다. 또한 구마모토현, 오이타현, 미야자키현에서는 장주기 지진동 계급 계급2를 관측했다.
대한민국에서는 부산, 울산, 경상남도 등에서 총 유감신고 625건이 접수되었다.

## 피해
| 도도부현   | 시구정촌   | 인명 피해 | 인명 피해 | 인명 피해 | 인명 피해 | 주택 피해 | 주택 피해 | 주택 피해 | 주택 피해 |
| 도도부현   | 시구정촌   | 사망자    | 부상자    | 부상자    | 합계      | 붕괴      | 반파      | 일부 손상 | 합계      |
| 도도부현   | 시구정촌   | 사망자    | 중상자    | 경상자    | 합계      | 붕괴      | 반파      | 일부 손상 | 합계      |
| 도도부현   | 시구정촌   | 명        | 명        | 명        | 명        | 채        | 채        | 채        | 채        |
| ---------- | ---------- | --------- | --------- | --------- | --------- | --------- | --------- | --------- | --------- |
| 야마구치현 | 슈난시     |           |           | 1         | 1         |           |           |           |           |
| 야마구치현 | 소계       |           |           | 1         | 1         |           |           |           |           |
| 고치현     | 스쿠모시   |           |           |           |           |           |           | 1         | 1         |
| 고치현     | 소계       |           |           |           |           |           |           | 1         | 1         |
| 사가현     | 도스시     |           |           | 1         | 1         |           |           |           |           |
| 사가현     | 소계       |           |           | 1         | 1         |           |           |           |           |
| 구마모토현 | 야마가시   |           |           | 1         | 1         |           |           |           |           |
| 구마모토현 | 소계       |           |           | 1         | 1         |           |           |           |           |
| 오이타현   | 오이타시   |           | 3         |           | 3         |           |           |           |           |
| 오이타현   | 사이키시   |           |           | 3         | 3         |           |           |           |           |
| 오이타현   | 소계       |           | 3         | 3         | 6         |           |           |           |           |
| 미야자키현 | 미야자키시 |           |           | 1         | 1         |           |           |           |           |
| 미야자키현 | 노베오카시 |           |           | 1         | 1         |           |           |           |           |
| 미야자키현 | 휴가시     |           |           | 1         | 1         |           |           |           |           |
| 미야자키현 | 신토미정   |           |           | 1         | 1         |           |           |           |           |
| 미야자키현 | 소계       |           |           | 4         | 4         |           |           |           |           |
| 총합       | 총합       |           | 3         | 10        | 13        |           |           | 1         | 1         |

흔들림이 강했던 오이타현과 미야자키현을 중심으로 피해가 발생했다. 오이타시에 있는 오이타 마린팰리스 수족관인 "우미타마고" 주차장에서는 최대 폭 30 cm의 균열이 생겼고 인근에는 최대 50 cm 높이의 단차가 발생하는 등 큰 지반 균열이 발생했다. 사이키시에서는 지붕의 기와 낙하 신고 등 주택 피해가 총 200건 이상 신고되었다. 일본의 국가사적으로 지정된 다케타시의 오카성터에서는 산노마루의 돌벽 일부가 높이 약 1.5 m, 폭 약 4 m 구간이 붕괴되었다. 노베오카시에서는 340가구에서 단수 피해가 발생했다. 일본 곳곳의 국도와 현도에서 낙석이 발생해 교통이 통제되는 일도 있었다. 오이타현에서는 한때 최대 약 75,600가구가 정전 피해를 입었다.

## 같이 보기
- 2022년 지진
- 일본의 지진 목록
- 휴가나다 지진